# Ле Фло, Адольф
Адо́льф Эммануэ́ль Шарль Ле Фло (фр. Adolphe Emmanuel Charles Le Flô; 2 ноября 1804, Лесневен — 16 ноября 1887, Морле) — французский военный деятель, политик и дипломат.

## Биография
Родился в Бретани. Окончил Сен-Сир 1 октября 1825 году су-лейтенантом.
Служил в Алжире: лейтенант (5 ноября 1830), капитан (20 января 1836), участвовал в осаде Константины, майор батальона зуавов (21 июня 1840), подполковник (31 декабря 1841). Произведён в полковники (с назначением командиром 32-го полка) 29 октября 1844 года, в бригадные генералы — 12 июня 1848 года.
Назначен полномочным министром в России 23 августа того же года, а ещё ранее — в апреле — был избран депутатом Национальной конституционной ассамблеи от родного департамента Финистер. В мае 1849 года стал членом Законодательного собрания (от Финистера), где сначала поддерживал политику Луи Наполеона, но позже стал её противником. Будучи назначенным квестором Ассамблеи, стал, таким образом, одним из самых видных противников президента. После переворота 2 декабря 1851 года был арестован, находился в заключении в Венсене и был изгнан из страны Указом от 9 января 1852 года. Жил в Бельгии, позже нашёл убежище на Джерси, где встречался с Виктором Гюго. Возвратился во Францию в конце 1850-х годов и поселился в своём замке около Морле.
В 1870 году, с началом франко-прусской войны, обратился к военному министру с просьбой о возвращении в армию, в чём ему было отказано. После отречения Наполеона III и провозглашения Третьей республики, став дивизионным генералом, был (несмотря на свои орлеанистские взгляды) назначен военным министром в Правительстве национальной обороны. Оставался министром и после 19 февраля 1871 года — в правительстве Тьера, но ушёл в отставку в июне того же года, после штурма Парижа и «кровавой недели Парижской коммуны».
Избран депутатом Национальной ассамблеи от Финистера (1871—1876). Был вторично назначен посолом в Санкт-Петербурге (1871—1879). Пользовался расположением Александра II. 1 июня 1874 года подписал в Санкт-Петербурге договор о торговле и мореплавании с Россией, Консульскую конвенцию и другие документы. В 1875 году ему удалось нейтрализовать агрессивную политику Германии, сгладив франко-германские противоречия.
В том же году отказался от предложенного ему левоцентристами места в Сенате. Выйдя в отставку в 1879 году, жил на пенсию в своём замке, отказавшись ещё от нескольких различных предложений.
На родине, в Лесневене, ему поставлена памятник работы Циприана Годебского.

### Награды

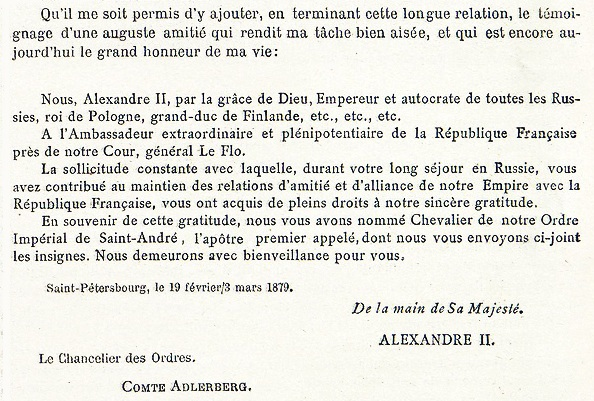
О награждении Ле Фло Орденом Св. Андрея Первозванного.

- Кавалер ордена Почётного легиона (1837)
- Офицер ордена Почётного легиона (1841)
- Командор ордена Почётного легиона (1848)
- Великий офицер ордена Почётного легиона (6 ноября 1877)
- Кавалер Ордена Святого апостола Андрея Первозванного (19 февраля 1879)

В воскресном литературном приложении к газете "Le Figaro" от 21 мая 1887 г. в заключении своей статьи Ле Фло приводит текст Высочайшей грамоты о награждении его орденом Св. Андрея Первозванного:
Позвольте мне в конце этого длинного сообщения добавить свидетельство великой дружбы, способствовавшей моей миссии, которое и сегодня является великой наградой моей жизни:
Мы, Александр II, Божией милостью, Император и Самодержец Всероссийский, Царь Польский, Великий Князь Финляндский и прочее, прочее, прочее.
Чрезвычайному и Полномочному Послу Французской Республики при нашем Дворе, генералу Ле Фло.
Постоянная заботливость, с которой, во время долгого пребывания вашего в России, вы содействовали поддержанию отношений дружбы и союза Нашей Империи с Французской Республикой, заслужила вам полное право на Нашу искреннюю признательность.
В знак этой признательности Мы назначили Вас кавалером Нашего Императорского ордена Святого апостола Андрея Первозванного, знак отличия которого Мы вам при сем посылаем. 
Остаемся милостиво вашими,
Санкт-Петербург, 19 февраля/3 марта 1879 г.
На подлинном Собственной Его Императорского Величества рукой написано:
Александр II.

Канцлер российских Императорских и царских орденов: Граф Адлерберг.